# Soziale Demokratie
Soziale Demokratie bezeichnet ein Gemeinwesen, das sowohl eine repräsentative Demokratie mit bürgerlichen Grundrechten als auch die Garantie von sozialen Grundrechten mit einem Sozialstaatspostulat verkörpert.

## Begriff und Theorie
Die Wortkombination „sociale Demokratie“ wurde in der Mitte des 19. Jahrhunderts durch Lorenz von Stein geprägt, sie bezeichnete in ihrer damaligen Bedeutung, bei Lorenz von Stein, allerdings nur eine „Politik mit der Zielperspektive sozialer Statusangleichung“, unabhängig vom „Typ der Staatsverfassung“. Auf die heutige Bedeutung der Bezeichnung soziale Demokratie hatte der deutsche Staatsrechtler Hermann Heller großen Einfluss. Nach dem Politikwissenschaftler Thomas Meyer kann die Definition Hellers als „gesellschaftliche Gesamtverfassung, in der die Prinzipien des materiellen Rechtsstaats umfassend, vor allem auch im Bereich der Arbeits- und Güterordnung, Geltung erlangen“, zusammengefasst werden. Heller argumentiert, dass zur tatsächlichen Wahrnehmung der bürgerlichen Grundrechte auch die Garantie der sozialen Grundrechte wie z. B. die Sicherung des Existenzminimums und ein Mindestmaß an Bildung notwendig sei. Thomas Meyer stellt die soziale Demokratie der libertären Demokratie gegenüber. Sowohl soziale Demokratie als auch libertäre Demokratie sind nach Meyer Hauptvarianten der liberalen Demokratie, die u. a. freie Wahlen und bürgerliche Grundrechte wie Meinungsfreiheit garantiert. Die Realwirkung von Grundrechten und mithin die Bedingungen demokratischer Legitimation erachtet Meyer jedoch als durch den klassischen Liberalismus gefährdet und nur in der sozialen und nicht in der libertären Demokratie als gewährleistet.
Thomas Meyer, der in seinem Werk Theorie der Sozialen Demokratie im Jahr 2005 Hermann Hellers Modell der sozialen Demokratie weiterentwickelt und der Gegenwart angepasst hat, schreibt zu Begriff und Theorie der sozialen Demokratie: „Soziale Demokratie ist im Sprachgebrauch der Gegenwart beides, ein Grundbegriff der Demokratietheorie und ein Name zur Kennzeichnung eines richtungspolitischen Programms. Obgleich zwischen diesen beiden gebräuchlichen Verwendungen mannigfaltige Wechselbeziehungen bestehen, handelt es sich bei ihnen doch um zwei deutlich zu unterscheidende Sachverhalte mit verschiedenartigen Geltungsansprüchen. Die Theorie der Sozialen Demokratie ist weder in ihrer normativen Grundlegung noch in ihrer erklärenden Rolle und auch nicht bei der vergleichenden Erörterung der verschiedenartigen Wege ihrer Realisierung auf bestimmte vorgegebene politische Akteure angelegt, obgleich natürlich jeder Schritt ihrer Realisierung davon abhängt, dass sich überhaupt politische Akteure für das aus ihr ableitbare praktische Handlungsprogramm einsetzen. Verschiedenartige politische Akteure wiederum können den Begriff Soziale Demokratie als Programmnamen nutzen, wo sie dies für vorteilhaft halten, weitgehend unabhängig davon, ob und in welchem Maße ihre politischen Bestrebungen durch die Theorie der Sozialen Demokratie gedeckt sind oder überhaupt Anschluss an sie suchen.“
Meyer betont, dass soziale Demokratie nicht exklusiv von sozialdemokratischen Parteien vertreten wird und „in vielen europäischen Ländern auch christdemokratische Parteien und gesellschaftliche Organisationen große Teile des Projekts der Sozialen Demokratie unterstützt haben.“ Die Theorie der sozialen Demokratie biete somit nicht exklusive einen Orientierungsrahmen für sozialdemokratische Parteien, da es sich um ein Demokratiemodell handele, welches „nicht eine spezifische Ideologie, sondern ein politisches Projekt ist“ und dementsprechend aus der Wechselwirkung der unterschiedlichen politischen Kräfte entstanden sei.

## Wirtschaftspolitische Prinzipien der Sozialen Demokratie
Aus Sicht von Christian Krell und Simon Vaut muss die soziale Demokratie die drei folgenden Prinzipien gleichberechtigt in der Wirtschaftspolitik berücksichtigen:
- Wachstum
- Nachhaltigkeit
- sozialer Ausgleich.

Nur durch die gleichberechtigte Berücksichtigung dieser Prinzipien entstehe „qualitatives Wachstum und damit gemeinwohlorientierter und nachhaltiger Fortschritt.“

## Empirie zur sozialen Demokratie
In einer von Thomas Meyer und sieben weiteren Wissenschaftlern durchgeführte empirischen Studie, die im Buch Die Praxis der Sozialen Demokratie 2006 veröffentlicht wurde, ist die Umsetzung der sozialen Demokratie in verschiedenen OECD-Staaten analysiert worden. Der Forschungsbericht kommt zum Schluss, dass das Projekt der sozialen Demokratie in den skandinavischen Ländern am weitesten umgesetzt ist. Dort sind die bürgerlichen Freiheitsrechte sehr ausgeprägt und die sozialen Grundrechte werden u. a. durch ein exzellentes öffentliches Bildungswesen sowie einem modernen Sozialstaat gewährleistet, die weitgehend gleiche Lebenschancen für alle Bürger gewährleisten. Die soziale Demokratie ist etwas weniger stark in den kontinentaleuropäischen Staaten verwirklicht, zu denen auch Deutschland gezählt wird. In den angelsächsischen Staaten, vor allem den USA, dominiert laut der Studie eine libertäre Demokratieform.

## Soziale Demokratie im Grundsatzprogramm der SPD
Im Hamburger Programm der SPD, welches als Grundsatzprogramm der Partei im Herbst 2007 verabschiedet wurde, ist die soziale Demokratie als zentrales Ziel verankert. Sie wird dort so definiert: „Soziale Demokratie garantiert nicht nur die bürgerlichen, politischen und kulturellen, sondern gleichermaßen die sozialen und wirtschaftlichen Grundrechte aller Menschen. Sie sichert die gleichberechtigte soziale Teilhabe aller durch gesellschaftliche Demokratisierung, vor allem Mitbestimmung, durch den auf Bürgerrechte gestützten vorsorgenden Sozialstaat und durch eine koordinierte Marktwirtschaft, in der der Vorrang der Demokratie vor den Märkten gewährleistet ist.“
Im Bremer Entwurf von 2006 zur Vorbereitung des Hamburger Grundsatzprogramms tauchte der Begriff Demokratischer Sozialismus zunächst nur am Rande auf und es wurde diskutiert, ob dieser Traditionsbegriff, der durch die vielfältige Verwendung des Begriffs Sozialismus aber auch zu Missverständnissen führt, ganz durch die Formulierung soziale Demokratie abgelöst werden sollte. Im Hamburger Programm einigte sich die SPD auf die Formulierung: „Unsere Geschichte ist geprägt von der Idee des demokratischen Sozialismus, einer Gesellschaft der Freien und Gleichen, in der unsere Grundwerte verwirklicht sind. Sie verlangt eine Ordnung von Wirtschaft, Staat und Gesellschaft, in der die bürgerlichen, politischen, sozialen und wirtschaftlichen Grundrechte für alle Menschen garantiert sind, alle Menschen ein Leben ohne Ausbeutung, Unterdrückung und Gewalt, also in sozialer und menschlicher Sicherheit führen können.“ Insbesondere heißt es weiter: „Der demokratische Sozialismus bleibt für uns die Vision einer freien, gerechten und solidarischen Gesellschaft, deren Verwirklichung für uns eine dauernde Aufgabe ist. Das Prinzip unseres Handelns ist die soziale Demokratie.“

## Soziale Demokratie in derErfurter Erklärung
Die Erfurter Erklärung von 1997, unterzeichnet von Persönlichkeiten aus Kultur, Wissenschaft und Gewerkschaften, gilt als Plädoyer für eine Politik, die die Ziele der sozialen Demokratie in den Mittelpunkt stellt.

## Soziale Demokratie in der politischen Bildung
Die Akademie für Soziale Demokratie ist ein Beratungs- und Qualifizierungsprojekt der Friedrich-Ebert-Stiftung. In Seminaren, Diskussionsveranstaltungen und mit Lese- und Hörbüchern werden Theorie und Praxis von Grundwerten und Grundrechten der sozialen Demokratie vermittelt.

## Belege
1. ↑  Petra Dobner: Neue Soziale Frage und Sozialpolitik. VS Verlag für Sozialwissenschaften, Wiesbaden 2007, S. 99.
2. ↑  Thomas Meyer: Theorie der Sozialen Demokratie. VS Verlag für Sozialwissenschaften, Wiesbaden 2005, S. 21 f.
3. ↑  Thomas Meyer: Die Theorie der Sozialen Demokratie. Friedrich Ebert Stiftung, S. 6 f.
4. ↑  Thomas Meyer: Theorie der Sozialen Demokratie. 2. Auflage, VS Verlag für Sozialwissenschaften, Wiesbaden 2011, S. 16.
5. ↑  Thomas Meyer: Theorie der Sozialen Demokratie. VS Verlag für Sozialwissenschaften, Wiesbaden 2005, S. 29.
6. ↑  Thomas Meyer: Theorie der Sozialen Demokratie. VS Verlag für Sozialwissenschaften, Wiesbaden 2005, S. 43. f
7. ↑  Thomas Meyer: Theorie der Sozialen Demokratie. VS Verlag für Sozialwissenschaften, Wiesbaden 2005, S. 12.
8. 1 2  Thomas Meyer und Nicole Breyer: Die Zukunft der sozialen Demokratie (PDF; 1,2 MB). Friedrich-Ebert-Stiftung, 2005, ISBN 3-89892-315-0, S. 241 f.
9. ↑  Christian Krell, Simon Vaut: Wirtschaftspolitische Orientierungen der Sozialen Demokratie. In: Friedrich-Ebert-Stiftung (Hrsg.): Lesebuch der sozialen Demokratie 2. 3. Auflage. Wirtschaft und Soziale Demokratie. Bonn 2009, ISBN 978-3-86872-237-6, S. 55–75, hier: S. 64.
10. ↑  Grundsatzprogramm der SPD von 2007, S. 18.
11. ↑  Grundsatzprogramm der SPD von 2007, S. 16.
12. ↑  Grundsatzprogramm der SPD von 2007, S. 16/17.